# .bo
.bo – domena internetowa przypisana od roku 1991 do Boliwii i administrowana przez NIC Bolivia.

## Domeny drugiego poziomu
- com.bo - podmioty komercyjne
- net.bo - dostawcy usług sieciowych
- org.bo - organizacje
- tv.bo organizacje medialne TV
- mil.bo - instytucje wojskowe
- int.bo - organizacje międzynarodowe
- gob.bo - rząd
- edu.bo - instytucje edukacyjne